# Adobo philippin
Pour la marinade ibérique, voir Adobo.
L’adobo philippin (de l'espagnol adobar : « marinade », « sauce » ou « assaisonnement ») est un plat populaire et une méthode de cuisson de la cuisine philippine qui implique de mariner de la viande, des fruits de mer ou des légumes dans du vinaigre, de la sauce de soja et de l'ail doré dans l'huile, et de laisser le tout mijoter dans la marinade. Il est parfois considéré comme le plat national non officiel des Philippines.

## Histoire

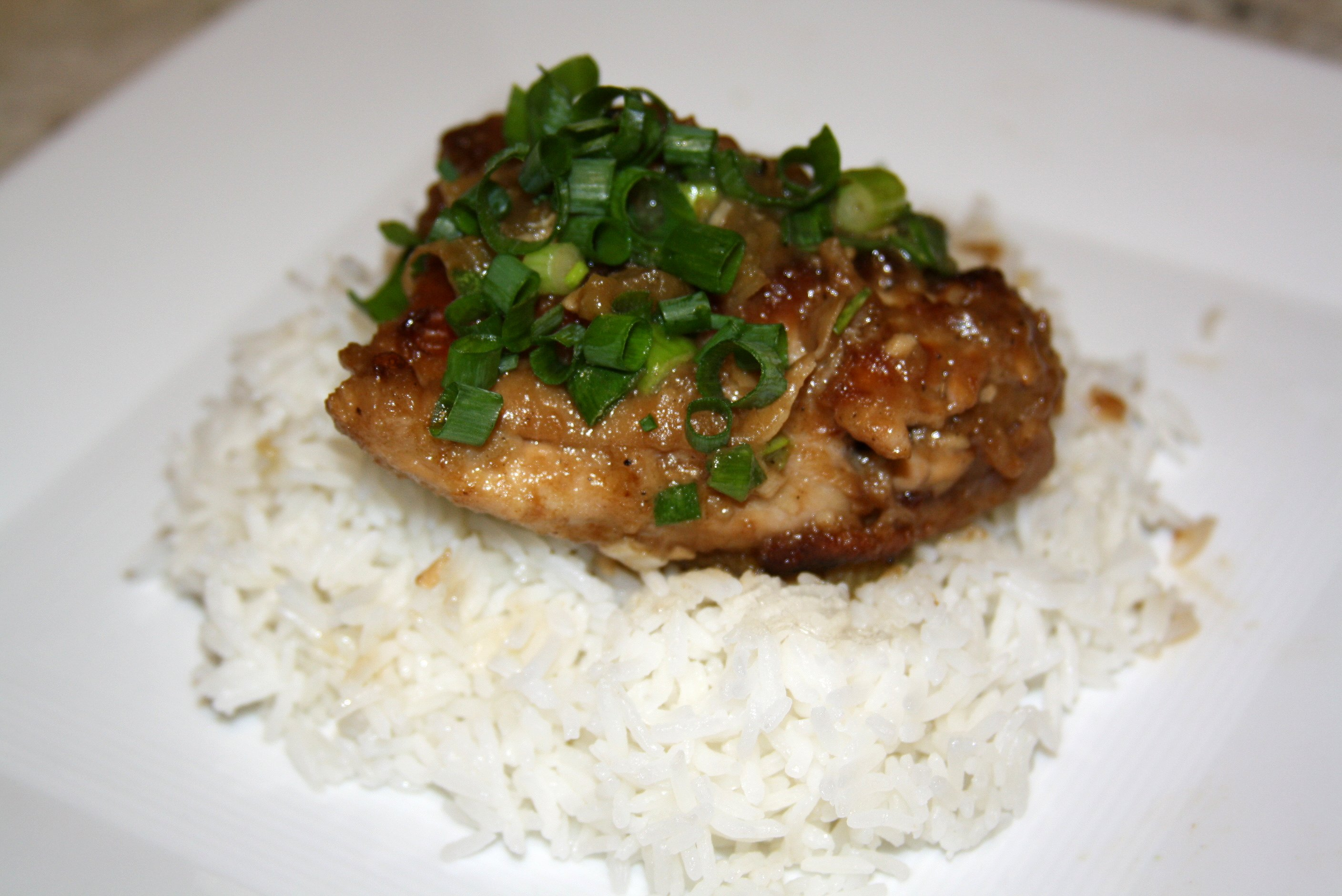
Adobo de poulet servi avec du riz blanc.

L’adobo est une méthode de cuisson originaire d'Espagne. Les premiers Philippins faisaient normalement cuire leur nourriture en grillant, en cuisant à la vapeur ou en faisant bouillir. Pour la garder fraîche plus longtemps, la nourriture était souvent cuite immergée dans du vinaigre et du sel. Ainsi, il est très vraisemblable que les Philippins aient adopté ce mode de cuisson de la viande pour assurer sa conservation. Cette technique date de la Période classique et était utilisée pour le porc et le poulet.
Quand l'Empire espagnol colonisa les Philippines à la fin du XVIe et au début du XVIIe siècle, ils ont été familiarisés avec cette technique de cuisson. Son existence a été documentée en premier dans le dictionnaire Vocabulario de la Lengua Tagala (1613) compilé par le missionnaire franciscain espagnol Pedro de San Buenaventura. Il y fit référence en tant que adobo de los naturales (« adobo des peuples autochtones »),,. Les plats confectionnés de cette manière finirent par être connus sous ce terme, et le nom originel de ce plat est désormais perdu,.
Les marchands chinois ont apporté la sauce de soja qui a remplacé le sel dans ce plat. Toutefois, il existe des puristes de l'adobo qui continuent d'utiliser du sel dans leur plat.

## Description

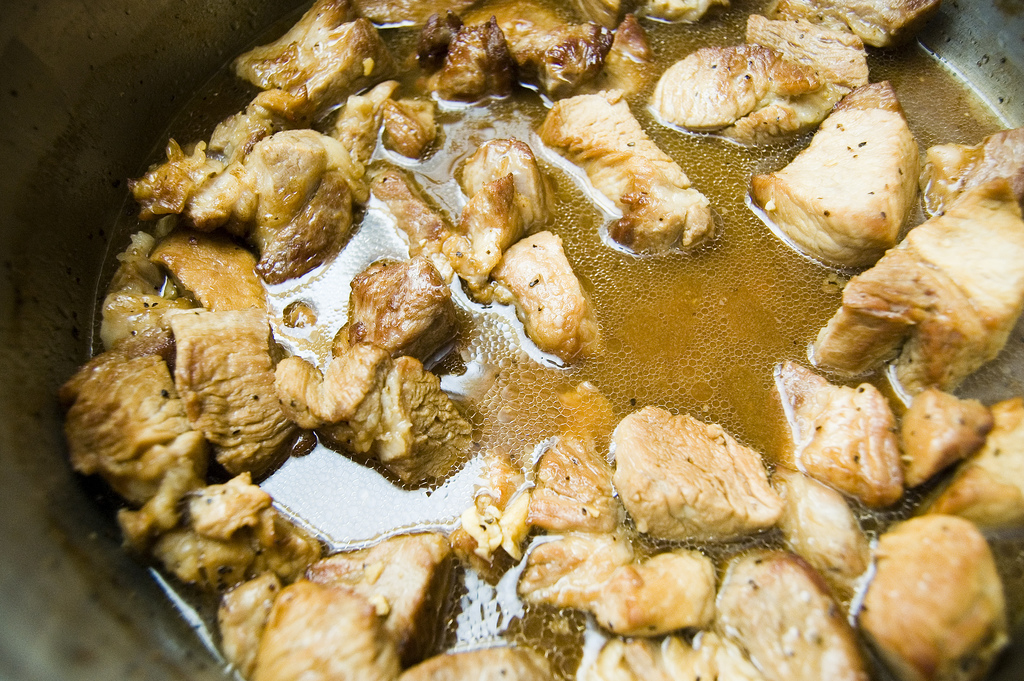
Adobo de porc cuit dans un kawali.

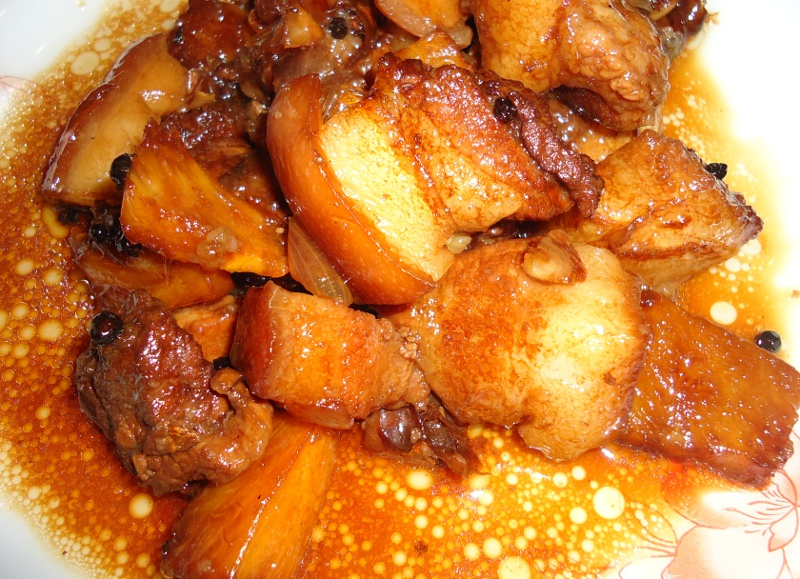
Adobo de porc, avec du vinaigre, de la sauce de soja, de l'ail, de l'oignon, du poivre noir et de l'ananas.

Alors que l’adobo et sa méthode de cuisson dans la cuisine philippine et la description générale de l’adobo dans la cuisine espagnole partagent des caractéristiques similaires, ils correspondent à des racines culturelles différentes. Tandis que l’adobo philippin peut être considéré comme un adobo au sens espagnol — un plat mariné —, l'usage philippin de ce terme concerne davantage la méthode de cuisson (plutôt qu'une recette spécifique) et il n'est pas limité à la viande. Habituellement, du porc ou du poulet, ou une combinaison des deux, est cuite lentement dans du vinaigre, de l'ail pilé, des feuilles de laurier, des grains de poivre noir et de la sauce de soja. Il est servi avec du riz blanc,,. Il était traditionnellement cuisiné dans de petits pots en argile (appelés palayok ou kulon) ; mais de nos jours, des pots en métal ou des woks (kawali) sont utilisés à la place.
Il y a de nombreuses recettes de l'adobo aux Philippines. L'ingrédient le plus basique de ce plat est le vinaigre, généralement de noix de coco, de riz ou de canne à sucre (bien que du vinaigre blanc ou du vinaigre de cidre soit parfois aussi utilisé). Presque tous les ingrédients peuvent être changés en fonction des goûts personnels. Même les membres d'une même famille peuvent cuisiner l’adobo de manières significativement différentes,. Une version plus rare sans sauce de soja est connue sous le nom adobong puti (« adobo blanc » ou « adobo blond ») pour se distinguer de l'adobong itim (« adobo noir »), la version plus courante avec de la sauce de soja,. L’adobong puti est souvent considéré comme celui qui est le plus proche de la version originelle préhispanique,. Il ressemble à un autre plat appelé pinatisan, où la sauce de poisson (patis) est utilisée à la place du vinaigre.
Les proportions (ou même la présence) de certains ingrédients comme la sauce de soja, les feuilles de laurier, l'ail ou le poivre noir peuvent varier. Parmi les autres ingrédients parfois utilisés, on trouve : du siling lubuyo (littéralement « piment œil d'oiseau »), des jalapeño, du poivron rouge, de l'huile d'olive, des oignons, du sucre roux, des pommes de terre ou de l'ananas. Le plat peut aussi être mis à dorer au four, sauté à la poêle, frit ou grillé jusqu'à obtenir du croustillant,.
Il existe aussi des variations régionales. Dans le sud de Luçon et dans la région autour de la ville musulmane de Zamboanga, par exemple, il est courant de trouver de l'adobo cuit avec du lait de coco (recette appelée adobo sa gatâ). À Cavite, du foie de porc haché est ajouté. À Laguna, on ajoute du curcuma, donnant au plat une couleur jaune distinctive (on parle d'adobong dilaw, « adobo jaune »),.
En classant par ingrédient principal, les adobo les plus communs sont :
- adobong manok : adobo de poulet ;
- adobong baboy : adobo de porc ;
- adobong baka : adobo de bœuf aussi populaire auprès des Philippins musulmans que celui au poulet[17].

On peut aussi utiliser d'autres viandes ou produits de la mer : de la caille (pugô), du poisson (isda), du poisson-chat (hito), des crevettes (hipon), du calamar ou de la seiche (pusit). On peut même cuisiner ainsi des légumes et des fruits comme : le liseron d'eau (kangkong), les pousses de bambou (labong), l'aubergine (talong), les fleurs de bananier (pusô ng saging) et les gombos,. Des versions encore plus exotiques contiennent même du serpent (sawâ), des grenouilles (palakâ) et, dans la cuisine de kapampangan, des courtilières (kamaru).
On dit parfois de l’adobo qu'il représente la quintessence du plat mijoté philippin, servi avec du riz autant dans les repas quotidiens qu'aux festins. Il est couramment emporté par les alpinistes philippins et les voyageurs car il se conserve bien sans réfrigération. Sa durée de conservation relativement longue est due à un de ses principaux ingrédients, le vinaigre, qui inhibe le développement des bactéries.

## Méthode de cuisson de l'adobo
Dans l'adobo, tout est question d’équilibre des saveurs. Le goût vinaigré si particulier s’explique par un ratio exact de 1/3 de sauce soja pour 2/3 de vinaigre, indépendamment des autres ingrédients. À cette base, il faut ajouter du poivre noir, des feuilles de laurier et du sucre.
Pour un poulet adobo mijoté, la marinade complète est incorporée, puis complétée par de l’eau ou du bouillon afin de recouvrir le poulet. Cette méthode permet une grande flexibilité dans l’élaboration du plat. Par ailleurs, des sources locales mentionnent que, pour remplacer le sucre de palme ou de coco, certains réduisent la quantité d’eau et ajoutent du Sprite, apportant ainsi non seulement une touche sucrée, mais également une aide pour attendrir la viande.

## Autres utilisations
Outre le plat, la saveur adobo a suivi un développement commercial et a été adaptée à d'autres aliments. On trouve un nombre important d'encas locaux philippins vendus avec la mention « saveur adobo » qui ont connu du succès, notamment des fruits à coque, des chips, des soupes de nouilles, des crackers au maïs.